# Words (album F.R. David)
Words è il primo album in studio del cantautore francese F.R. David, pubblicato nel 1982.
Il singolo di maggior successo è stato Words, che divenne una hit europea.

## Tracce
1. Words – 3:31
2. Pick Up The Phone – 3:15
3. Take Me Back – 3:09
4. Music – 3:14
5. Someone To Love – 3:31
6. Rocker Blues – 3:41
7. Givin' It Up – 3:17
8. He – 3:20
9. Porcelain Eyes – 2:38
10. Can't Get Enough – 4:03